# Бернар Итуа
Бернар Онанга Итуа (на френски: Bernard Onanga Itoua) е френски и конгоански футболист, играл за Литекс (Ловеч), възпитаник на школата на Оксер. Играе като централен защитник, но може да се изявява и като десен краен бранител. На 10 юли 2011 г. подписва 3-годишен договор с българския шампион Литекс (Ловеч). За „оранжевите“ изиграва 22 срещи, две от които в евротурнирите срещу Динамо Киев. Има отбелязан един гол срещу Спортист (Своге) в 1/16 финал от турнира за Купата на България.
През лятото на 2012 г. ръководството на Литекс стартира нова политика на по-скромно харчене относно селекцията. След свиването на бюджета в Литекс част от чужденците напускат сред които и Итуа. Кара проби в английския ФК Джилингам, но до договор не се стига. През август 2012 г. подписва като свободен агент с новака в израелската Висша лига - Апоел Рамат Ган.